# Шорт-трек на зимних Олимпийских играх 1994
Соревнования по шорт-треку на зимних Олимпийских играх 1994 года прошли с 22 по 26 февраля в Нордлюсхаллене.

## Общий медальный зачёт
| Место | Страна           | Золото | Серебро | Бронза | Всего |
| ----- | ---------------- | ------ | ------- | ------ | ----- |
| 1     | Республика Корея | 4      | 1       | 1      | 6     |
| 2     | США              | 1      | 1       | 2      | 4     |
| 3     | Италия           | 1      | 1       | 0      | 2     |
| 4     | Канада           | 0      | 2       | 1      | 3     |
| 5     | Китай            | 0      | 1       | 0      | 1     |
| 6     | Великобритания   | 0      | 0       | 1      | 1     |
| 6     | Австралия        | 0      | 0       | 1      | 1     |
|       | Всего            | 6      | 6       | 6      | 18    |

## Медалисты

### Мужчины
| Дисциплина      | Золото                                                                      | Серебро                                                    | Бронза                                                                      |
| --------------- | --------------------------------------------------------------------------- | ---------------------------------------------------------- | --------------------------------------------------------------------------- |
| 500 м           | Чхэ Джи Хун Республика Корея                                                | Мирко Вюллермин Италия                                     | Николас Гуч Великобритания                                                  |
| 1000 м          | Ким Ки Хун Республика Корея                                                 | Чхэ Джи Хун Республика Корея                               | Марк Ганьон Канада                                                          |
| Эстафета 5000 м | Италия · Маурицио Карнино · Орацио Фагоне · Хуго Херрнхоф · Мирко Вюллермин | США · Рэндолл Барц · Джон Койл · Эрик Флейм · Эндрю Гэйбел | Австралия · Стивен Брэдбери · Киран Хансен · Эндрю Мерта · Ричард Низельски |

### Женщины
| Дисциплина      | Золото                                                             | Серебро                                                                 | Бронза                                                               |
| --------------- | ------------------------------------------------------------------ | ----------------------------------------------------------------------- | -------------------------------------------------------------------- |
| 500 м           | Кэти Тёрнер США                                                    | Чжан Яньмэй Китай                                                       | Эми Петерсон США                                                     |
| 1000 м          | Чон Ли Гён Республика Корея                                        | Натали Ламберт Канада                                                   | Ким Со Хи Республика Корея                                           |
| Эстафета 3000 м | Республика Корея · Чон Ли Гён · Ким Со Хи · Ким Юн Ми · Вон Хе Гён | Канада · Кристин Будриас · Изабель Шаре · Сильви Дэгль · Натали Ламберт | США · Эми Петерсон · Кэти Тёрнер · Николь Зигельмейер · Карен Кэшман |